# R.M.N.
R.M.N. es una película dramática de 2022 escrita y dirigida por Cristian Mungiu. Ambientada en un pueblo multiétnico en Transilvania, Rumania, durante la temporada navideña 2019-20, la película sigue a un hombre que regresa de Alemania y su ex amante que trabaja en el pueblo. Mungiu nombró la película por un acrónimo rumano de resonancia magnética nuclear, ya que la película es "una investigación del cerebro, un escáner cerebral que intenta detectar cosas debajo de la superficie".
La película se estrenó en competencia en el Festival de Cine de Cannes en mayo de 2022.

## Reparto
- Marin Grigore como Matthias
- Judith State como Csilla
- Macrina Bârlădeanu como Ana
- Orsolya Moldován como Sra. Dénes
- Andrei Finți como Papa Otto
- Mark Blenyesi como Rudi
- Ovidiu Crișan como el Sr. Baciu

## Producción
Mungiu escribió el guion en la primavera de 2021. El rodaje tuvo lugar desde noviembre de 2021 hasta enero de 2022 en Rimetea y otros pueblos de Transilvania.

## Lanzamiento
La película se estrenó en el Festival de Cine de Cannes de 2022 en la competencia principal. En mayo de 2022, IFC Films adquirió los derechos norteamericanos antes del estreno.
También se proyectó en el Festival Internacional de Cine de Toronto de 2022, en la categoría de Cine Mundial Contemporáneo.